# Fear Street: Prom Queen
Fear Street: Prom Queen è un film del 2025 diretto da Matt Palmer.
Il film è il quarto capitolo della saga soprannaturale ispirata ai romanzi di R.L. Stine.

## Trama
Nel 1988, la classe dell'ultimo anno della Shadyside High School si prepara per il ballo di fine anno. Lori Granger si candida a reginetta del ballo contro il popolare gruppo femminile soprannominato "Wolfpack", composto dalla spietata "regina" Tiffany Falconer e dalle sue amiche Melissa Mckendrick, Debbie Winters e Linda Harper. Lori viene emarginata dai compagni a causa delle voci secondo cui sua madre avrebbe ucciso suo padre, nonostante fosse stata dichiarata innocente. Il vicepreside Brekenridge intende che il ballo di fine anno reinventi Shadyside, nonostante la cattiva reputazione della città. La sera prima del ballo, la candidata Christy Renault, che è anche una piccola spacciatrice di marijuana locale, viene accoltellata e uccisa da un aggressore mascherato.
Il giorno seguente, Lori partecipa al ballo di fine anno con la sua migliore amica Megan Rogers. Più tardi, Megan organizza uno scherzo usando una copia stampata della testa di Tiffany, creando una frattura tra lei e Lori. Nel frattempo, Linda e il suo ragazzo vengono mutilati e uccisi dall'aggressore in un'aula scolastica vicina. Lori riceve dei fiori da un mittente anonimo prima che Tiffany la tormenti parlando del passato di sua madre. Debbie e il suo ragazzo Judd si dirigono nel seminterrato, dove l'aggressore uccide Judd e fulmina Debbie nella sala macchine.
Dopo che Melissa aiuta Lori a sistemarsi il trucco, Tiffany mette fine alla loro amicizia e rovina l'abito di Melissa. Lori e Tiffany si sfidano in una gara di ballo, durante la quale Lori conquista il pubblico e Tiffany rimane in imbarazzo. Il suo fidanzato Tyler la lascia e si avvicina a Lori, che prova dei sentimenti per lui. Nel frattempo, Melissa viene uccisa nel camerino delle ragazze, rivelando la presenza di due aggressori mascherati. Megan interrompe Lori, sospettando che la scomparsa delle candidate al ballo di fine anno sia un omicidio seriale commesso dal figlio devoto di Brekenridge, Devlin. Lori respinge la teoria di Megan e le due prendono le distanze.
Più tardi, Megan ispeziona il seminterrato dove trova i corpi di Debbie, Judd e del bidello Stoker. Lori e Tyler si dirigono all'auditorium dove Tyler cerca di fare sesso. Tuttavia, l'aggressore conficca un coltello nel cranio di Tyler, uccidendolo, e insegue Lori. Trova Megan che urla nel seminterrato, ma sono chiusi dentro. Dopo un breve inseguimento, scappano da una finestra e si precipitano nella sala del ballo per avvertire tutti.
Lori viene annunciata come reginetta del ballo proprio mentre cerca di avvertire la scuola. L'aggressore arriva, uccidendo gli studenti Claire e Gerald e tagliando un braccio al preside Wayland, che però sopravvive. Lori usa la tiara per pugnalare l'aggressore, che viene smascherato come il padre di Tiffany, Dan Falconer.
La polizia arriva e arresta Dan, mentre Megan viene portata in ospedale. Lori torna a casa e rimane con Tiffany, che si scusa per il suo comportamento. Nancy, la madre di Tiffany, torna e si rivela essere la seconda assassina. Mentre Lori e Tiffany si nascondono, Tiffany cerca di accoltellare Lori, rivelando di essere coinvolta anche lei. Nancy spiega di aver ucciso il padre di Lori dopo che lui l'aveva lasciata per la madre di Lori. Lori spinge Tiffany attraverso le scale, impalandola su una decorazione del corridoio sottostante. Nancy e Lori ingaggiano una breve colluttazione prima che Lori la colpisca con un trofeo e fugga di casa. Mentre Nancy muore, il suo sangue forma il Marchio della Strega.

## Distribuzione
Il film è stato distribuito sulla piattaforma Netflix il 23 maggio 2025.